# Microrregión de Itaparica
La microrregión de Itaparica era una microrregión brasileña del estado de Pernambuco.
En el año 2017 el Instituto Brasileño de Geografía y Estadística (IBGE) disolvió las mesorregiones y microrregiones, creando un nuevo marco regional brasileño, con nuevas divisiones geográficas denominadas, respectivamente, regiones geográficas intermedias e inmediatas.

## Municipios
- Belém de São Francisco
- Carnaubeira da Penha
- Floresta
- Itacuruba
- Jatobá
- Petrolândia
- Tacaratu